# Cuillé
Cuillé település Franciaországban, Mayenne megyében. Lakosainak száma 853 fő (2022. január 1.). Cuillé Availles-sur-Seiche, Brielles, Gennes-sur-Seiche, Le Pertre, La Selle-Guerchaise, Fontaine-Couverte, Gastines, Laubrières, Méral és Saint-Poix községekkel határos.

## Népesség
A település népességének változása:
| Lakosok száma | 997  | 827  | 863  | 929  | 916  | 909  | 871  | 842  | 827  | 853  |
|               | 1968 | 1982 | 1990 | 2006 | 2013 | 2015 | 2017 | 2019 | 2020 | 2022 |